# Liste des montagnes du canton d'Obwald
Cet article présente une liste des montagnes du canton suisse d'Obwald. Obwald est un canton très montagneux et est l'un des neuf cantons ayant des sommets de plus de 3 000 mètres. Topographiquement, les trois sommets les plus importants du canton sont ceux du Titlis (le plus élevé), du Brienzer Rothorn (le plus proéminent) et du Pilatus (le plus isolé).
Cette liste ne comprend que des sommets importants avec une proéminence topographique d'au moins 150 mètres. Il y a 28 sommets de ce genre dans le canton d'Obwald et on en trouve dans ses sept municipalités. Toutes les hauteurs et tous les reliefs montagneux de la liste proviennent des cartes les plus grandes disponibles.

## Liste
| Montagne             | Altitude (m) | Proéminence (m) | Coordonnées                 | Massif          | Municipalité(s) | Première ascension |
| -------------------- | ------------ | --------------- | --------------------------- | --------------- | --------------- | ------------------ |
| Titlis               | 3 238        | 978             | 46° 46′ 19″ N, 8° 26′ 16″ E | Alpes uranaises | Engelberg       | 1739               |
| Reissend Nollen      | 3 003        | 229             | 46° 46′ 00″ N, 8° 24′ 03″ E | Alpes uranaises | Engelberg       |                    |
| Wissigstock          | 2 887        | 329             | 46° 50′ 44″ N, 8° 30′ 24″ E | Alpes uranaises | Engelberg       |                    |
| Rotsandnollen        | 2 700        | 493             | 46° 48′ 02″ N, 8° 20′ 38″ E | Alpes uranaises | Kerns           |                    |
| Huetstock            | 2 676        | 230             | 46° 48′ 53″ N, 9° 19′ 34″ E | Alpes uranaises | Kerns           |                    |
| Graustock            | 2 662        | 256             | 46° 47′ 16″ N, 8° 22′ 08″ E | Alpes uranaises | Kerns           |                    |
| Gross Sättelistock   | 2 637        | 272             | 46° 51′ 09″ N, 8° 26′ 11″ E | Alpes uranaises | Engelberg       |                    |
| Hahnen               | 2 606        | 201             | 46° 49′ 26″ N, 8° 27′ 20″ E | Alpes uranaises | Engelberg       |                    |
| Glogghüs             | 2 534        | 554             | 46° 45′ 38″ N, 8° 15′ 45″ E | Alpes uranaises | Kerns           |                    |
| Hochstollen          | 2 481        | 160             | 46° 46′ 25″ N, 8° 14′ 16″ E | Alpes uranaises | Lungern / Kerns |                    |
| Nünalphorn           | 2 385        | 214             | 46° 49′ 26″ N, 8° 19′ 32″ E | Alpes uranaises | Kerns           |                    |
| Brienzer Rothorn     | 2 350        | 1 342           | 46° 47′ 13″ N, 8° 02′ 49″ E | Alpes uranaises | Giswil          |                    |
| Heitlistock          | 2 146        | 284             | 46° 48′ 39″ N, 8° 15′ 02″ E | Alpes uranaises | Sachseln        |                    |
| Pilatus (Tomlishorn) | 2 128        | 585             | 46° 55′ 42″ N, 8° 43′ 43″ E | Alpes uranaises | Alpnach         |                    |
| Chingstuel           | 2 118        | 190             | 46° 46′ 10″ N, 8° 12′ 24″ E | Alpes uranaises | Lungern         |                    |
| Schluchberg          | 2 106        | 364             | 46° 52′ 00″ N, 8° 20′ 02″ E | Alpes uranaises | Kerns           |                    |
| Güpfi                | 2 043        | 381             | 46° 47′ 46″ N, 8° 11′ 43″ E | Alpes uranaises | Lungern         |                    |
| Fürstein             | 2 040        | 481             | 46° 53′ 44″ N, 8° 04′ 11″ E | Alpes uranaises | Sarnen          |                    |
| Hagleren             | 1 949        | 365             | 46° 37′ 21″ N, 7° 15′ 02″ E | Alpes uranaises | Giswil          |                    |
| Stäfeliflue          | 1 922        | 227             | 46° 57′ 53″ N, 8° 09′ 52″ E | Alpes uranaises | Alpnach         |                    |
| Mittaggüpfi          | 1 917        | 167             | 46° 58′ 18″ N, 8° 11′ 15″ E | Alpes uranaises | Alpnach         |                    |